# The Great Depression (Album)
The Great Depression (englisch für „Die große Depression“) ist das vierte Studioalbum des US-amerikanischen Rappers DMX. Es wurde am 23. Oktober 2001 über die Labels Ruff Ryders Entertainment und Def Jam Recordings veröffentlicht.

## Produktion
Bei dem Album fungierten DMX, der auch einige Lieder selbst produzierte, sowie Dee, Waah Dean und Latarche Nas Collins als ausführende Produzenten. Vier Songs wurden von Dame Grease produziert, während Swizz Beatz zwei Instrumentals beisteuerte. Weitere Beats stammen von den Musikproduzenten Just Blaze, Black Key, P.K. und Kidd Kold.

## Covergestaltung
Das Albumcover ist in dunkelgrünen Farbtönen gehalten und zeigt einen Steg am Wasser. Darüber sind die Konturen von DMX’ Gesicht angedeutet, der den Betrachter ansieht. Oben im Bild befinden sich die grauen Buchstaben DMX und am unteren Bildrand steht der Titel The Great Depression in Grün.

## Gastbeiträge
Auf vier Liedern des Albums wird DMX von verschiedenen Sängerinnen unterstützt. So hat Dia einen Gastauftritt im Song Bloodline Anthem, während Stephanie Mills auf When I’m Nothing zu hören ist. Faith Evans arbeitet auf I Miss You mit DMX zusammen, und bei You Could Be Blind ist Mashonda vertreten. Auf den Hidden Tracks haben zudem die Rapper Big Stan, DJ Kayslay, Jinx da Juvy, Kashmir, Loose, Drag-On, Mysonne und Mic Geronimo Gastbeiträge.

## Titelliste
| #  | Titel                                 | Gastmusiker                                                                        | Produzent        | Länge |
| -- | ------------------------------------- | ---------------------------------------------------------------------------------- | ---------------- | ----- |
| 1  | Sometimes                             |                                                                                    | DMX              | 1:06  |
| 2  | School Street                         |                                                                                    | Dame Grease      | 3:01  |
| 3  | Who We Be                             |                                                                                    | Black Key        | 4:47  |
| 4  | Trina Moe                             |                                                                                    | Dame Grease      | 4:02  |
| 5  | We Right Here                         |                                                                                    | Black Key        | 4:27  |
| 6  | Bloodline Anthem                      | Dia                                                                                | DMX, Kidd Kold   | 4:25  |
| 7  | Shorty Was da Bomb                    |                                                                                    | Dame Grease      | 5:12  |
| 8  | Damien III                            |                                                                                    | P.K.             | 3:21  |
| 9  | When I’m Nothing                      | Stephanie Mills                                                                    | DMX, Dame Grease | 4:33  |
| 10 | I Miss You                            | Faith Evans                                                                        | Kidd Kold        | 4:40  |
| 11 | Number 11                             |                                                                                    | P.K.             | 4:25  |
| 12 | Pull Up (Skit)                        |                                                                                    | DMX              | 0:20  |
| 13 | I’ma Bang                             |                                                                                    | Just Blaze       | 5:03  |
| 14 | Pull Out (Skit)                       |                                                                                    | DMX              | 0:24  |
| 15 | You Could Be Blind                    | Mashonda                                                                           | Swizz Beatz      | 4:34  |
| 16 | The Prayer IV                         |                                                                                    | DMX              | 1:42  |
| 17 | A Minute for Your Son + Hidden Tracks | Big Stan, DJ Kayslay, Jinx da Juvy, Kashmir, Loose, Drag-On, Mysonne, Mic Geronimo | Swizz Beatz      | 16:55 |

## Singleauskopplungen
Als Singles wurden die Lieder We Right Here, Who We Be und I Miss You ausgekoppelt. In Europa erschienen Who We Be und We Right Here als Doppel-A-Seite und erreichten Platz 62 der deutschen Charts.

## Rezeption
Pascal Jürgens von laut.de bewertete The Great Depression mit vier von möglichen fünf Punkten. Er meint, dass die Tracks „allesamt glatter, einheitlicher und ein bisschen harmloser“ als auf den Vorgänger-Alben klingen, aber dennoch „die Hölle entfesseln“. Besonders positiv werden die Lieder Trina Moe, We Right Here, Bloodline Anthem und You Could Be Blind hervorgehoben und auch der Gastbeitrag von Mashonda wird gelobt.

## Kommerzieller Erfolg

### Chartplatzierungen
The Great Depression stieg am 5. November 2001 auf Platz 10 in die deutschen Charts ein und belegte in den folgenden Wochen die Ränge 21 und 19. Insgesamt hielt sich das Album 14 Wochen in den Top 100. In den Vereinigten Staaten stieg das Album auf Platz 1 in die Charts ein und konnte sich 27 Wochen in den Top 200 halten.
| ChartsChartplatzierungen       | Höchstplatzierung | Wochen |
| ------------------------------ | ----------------- | ------ |
| Deutschland (GfK)              | 10 (14 Wo.)       | 14     |
| Schweiz (IFPI)                 | 60 (7 Wo.)        | 7      |
| Vereinigte Staaten (Billboard) | 1 (27 Wo.)        | 27     |
| Vereinigtes Königreich (OCC)   | 20 (4 Wo.)        | 4      |

| ChartsJahrescharts (2002)      | Platzierung |
| ------------------------------ | ----------- |
| Vereinigte Staaten (Billboard) | 86          |

### Auszeichnungen für Musikverkäufe
The Great Depression verkaufte sich in den Vereinigten Staaten bis 2009 über 1,8 Millionen Mal und wurde noch im Erscheinungsjahr mit einer Platin-Schallplatte für eine Million verkaufte Einheiten ausgezeichnet. Im Vereinigten Königreich erhielt das Album für mehr als 100.000 Verkäufe im Jahr 2013 eine Goldene Schallplatte.
| Land/Region                  | Auszeichnungen für Musikverkäufe (Land/Region, Auszeichnung, Verkäufe) | Verkäufe  |
| ---------------------------- | ---------------------------------------------------------------------- | --------- |
| Kanada (MC)                  | Platin                                                                 | 100.000   |
| Vereinigte Staaten (RIAA)    | Platin                                                                 | 1.000.000 |
| Vereinigtes Königreich (BPI) | Gold                                                                   | 100.000   |
| Insgesamt                    | 1× Gold · 2× Platin ·                                                  | 1.200.000 |